# Valle di Rhymney
La Valle di Rhymney (in gallese: Cwm Rhymni) è una delle valli del Galles meridionale. È attraversata dal fiume Rhymney, che forma il confine tra le contee storiche di Glamorgan e Monmouthshire. 
La valle comprende i villaggi di Abertysswg, Fochriw, Hengoed, Pontlottyn, Tir-Phil, New Tredegar, Nelson, Rhymney e Llanbradach e le città di Bargoed, Caerphilly, Ystrad Mynach e Aberbargoed.

## Geografia
Rhymney è una valle glaciale solcata dal fiume Rhymney, che scorre in gran parte a sud fino al comune di Rumney, un distretto della città di Cardiff.
Questa valle si unisce alla Valle del Darran nei pressi del comune di Bargoed. Tra i villaggi della zona, il più grande è Llanbradach, tra Ystrad Mynach e Caerphilly.

## Storia
La valle è stata scarsamente popolata fino al XIX secolo, per poi essere industrializzata per sfruttare le miniere di ferro e carbone. Negli anni '80 e '90 la zona è tornata a spopolarsi a causa del declino industriale. La Rhymney Valley ha prodotto un poeta minatore, Idris Davies, famoso per le sue poesie associate alla località e alle lotte della sua gente.
Gli anni '90 hanno portato miglioramenti ai collegamenti stradali con la valle, aumentando l'accesso da e per Cardiff e facendo sì che oggi l'area sia una delle più popolose del Galles.
Esiste una leggenda che spiega come il carbone venne trovato per la prima volta nella Rhymney Valley. Si dice che le fate locali fossero tormentate da un gigante. Chiesero aiuto a un gufo, che uccise il gigante. Quando le fate bruciarono il corpo del gigante, il terreno bruciò, esponendo il carbone.

### Le Pietre di Gorsedd

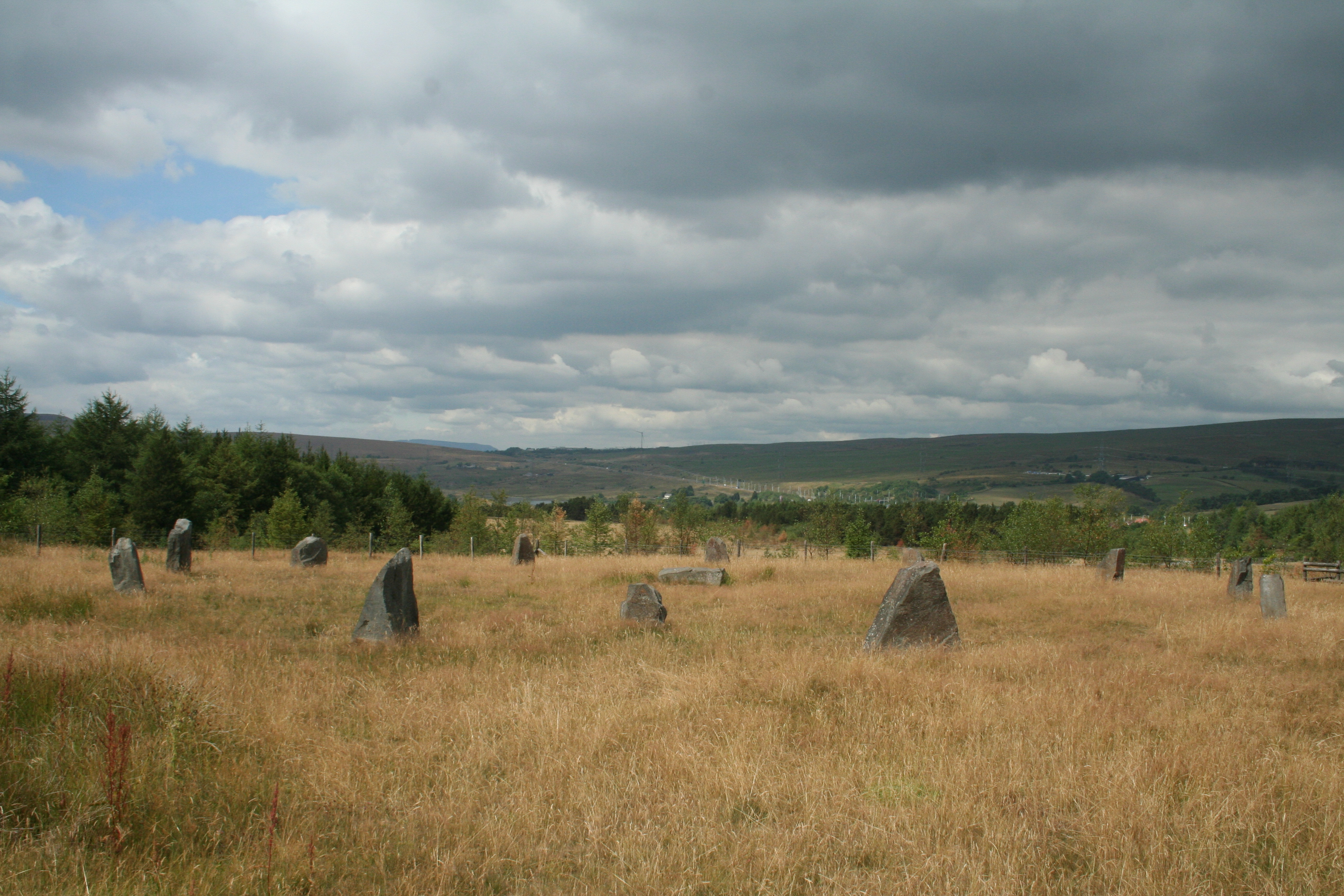
Le Pietre di Gorsedd nella Valle di Rhymney.

Le Pietre di Gorsedd, realizzate in epoca moderna, si trovano all'interno della Valle di Rhymney, sopra il parco di Bryn Bach.
Si tratta di dodici pietre disposte in un cerchio di circa 25 metri di diametro, la più alta delle quali è 1,8 metri. Una tredicesima pietra segna l'ingresso al cerchio. Al centro del cerchio c'è un'ulteriore pietra piatta conosciuta come "Pietra di Logan". Fino al 2005, cerchi di pietre di questo tipo furono eretti in tutti i luoghi in cui si era svolto il festival nazionale noto come Eisteddfod. Per ridurre i costi, dal 2006 furono utilizzati per la prima volta cerchi di pietre in fibra di vetro.